# Hans Nansen den ældre
Hans Nansen (født 28. november 1598 i Flensborg, død 12. november 1667 i København) var islandsk købmand, borgmester og den første præsident i København.
Hans Nansen var søn af Evert Nansen og Maren Pedersdatter. Han gik i den lokale tyske skrive- og regneskole, og da hans far døde, da Hans kun var 15 år, trådte hans farbroder ind som forsørger og betalte Hans' uddannelse. Efter nogle års forløb kom Hans med på en ekspedition til Kolahalvøen i Rusland, og det var hans første, men ikke sidste tur til Rusland. Hans gode evne til at lære nye sprog hurtigt og godt gav ham senere arbejde i statsforvaltningen som tolk. Hans Nansen blev berømt for sine mange rejser, og i 1620 blev han tilbudt arbejde hos den gamle købmand og borgmester i København, Mikkel Vibe. Hans Nansen sejlede hver sommer fra 1621 til 1636 til Island, og om vinteren stod han for salget af de varer, han havde medbragt fra Island. Han giftede sig den 5. maj 1626 med Sophie Hansdatter, datter af borgmester Hans Pedersen af Slangerup og niece til borgmester Mikkel Vibe. I årene 1639-1648 var Nansen forvalter for det Islandske Kompagni og havde efterhånden samlet sig en betydelig formue. I 1653 døde Mikkel Vibe, og efter kong Frederik 3.s ønske blev Hans Nansen udnævnt til borgmester i København. I 1650'erne udgav Nansen sine opdagelsesbøger, som blev en stor succes, og han blev en kendt skikkelse. Hans bedste og mest eftertragtede værk var Compendium Cosmographicum. Han var præsident for Københavns Præsidium fra 1660 til sin død.
Kort før svenskekrigene fik Hans Nansen adskillige klager fra borgerne, og han måtte til sidst give borgerne, hvad de ville have: Det endte med, at Nansen måtte betale 18.000 rigsdaler til bedre forplejning, kloakker og løn til de arbejdere, der rensede vejene for ekskrementer. Under svenskekrigene blev Nansen en stor mand i København og fik genvundet borgernes tro på en dansk sejr. Ved stormen på København lykkedes det ham for første gang at afskyde en pistol, og han ramte endog en svensk korporal i ryggen. Efter afslutningen på svenskekrigene og enevældens begyndelse faldt Hans Nansens ry, men han formåede dog til den dag han døde at være borgmester, og fik af kongen flere herregårde som tak for tro tjeneste. Dog levede Hans Nansen ikke længe nok til at kunne bygge noget på herregårdene, eftersom han døde i 1667, og de fleste af hans gårde brændte ned. Han fik en flot begravelse i Helligåndskirken i København, og dér findes hans grav.
Hans Nansens børn med Sophie:
- Niels Hansen (1628-1687)
- Kaspar Hansen (1632-1701)
- Hans Nansen den yngre (1635-1713)
- Anna Hansdatter. Hun og kgl. køkkenskriver Claus Sohn fik 16. marts 1667 kgl. bevilling på vielse i hjemmet[1]. Den 22. januar 1668 dåb af søn Hans i Holmens kirke, hendes enkemor Sophia bar barnet og broderen Unge Hans Nansen er fadder. Anna Hansdatter døde før 1672, thi Claus Sohn og Catharina Povelsdatter Ries fik 3. februar 1672 kgl. bevilling på vielse i hjemmet[2]. Sønnen Hans Sohn nedsattes 3. december 1684 i Trinitatis kirke og samme dag ombegravedes Anna til Trinitatis kirke[3].